# Someday's Dreamers
Someday's Dreamers (魔法遣いに大切なこと Mahō tsukai ni taisetsu na koto?, Cosas que son importantes para usuarios mágicos) es una serie de anime de los géneros dramático y mágico.
La serie es muy emotiva y sentimental, presenta historias de distintas personas a través principalmente de sus sentimientos particulares. 
La protagonista es Yume Kikuchi, una adolescente de segundo año de bachillerato e hija de una reconocida maga. Ella se traslada en las vacaciones de verano desde su pueblo natal a Tokio para aprender con el maestro Masami Oyamada. Durante su estancia intentará desarrollar y controlar sus poderes, a la vez que debe conocer y adaptarse a las exigencias, reglas y prohibiciones para los magos.
La acción transcurre en un Japón contemporáneo y muy similar al verdadero, pero donde los magos existen y son controlados por una agencia del gobierno. 
Los magos acreditados pueden ser contratados por las personas que requieran de sus servicios. Naturalmente algunas personas los aceptan y otras los rechazan.
Una nueva temporada anime apareció en el 2008 en Japón con el nombre de "Mahou Tsukai ni Taisetsu na Koto: Natsu no Sora" ("Cosas importantes para un mago ~Un cielo de verano~"), cambiando a una nueva protagonista, Sora, y enfocándse en un Spin Off aparecido en Japón desde febrero del 2008. El estudio Hal Film Maker y el director Osamu Kobayashi fueron sus desarrolladores.

## Guía de capítulos
- Episodio 1: Puesta del sol y marcos de acero. Parte I.
- Episodio 2: Puesta del sol y marcos de acero. Parte II.
- Episodio 3: Las mejores noticias.
- Episodio 4: Una noche de verano y un mago.
- Episodio 5: Un delantal y champagne.
- Episodio 6: Yo deseo ser un mago.
- Episodio 7: El mago que no podía ser un mago.
- Episodio 8: Enorme poder en el nombre del amor.
- Episodio 9: Yume, una chica y una semilla del verano.
- Episodio 10: El destino de los poderes especiales.
- Episodio 11: Un Arcoíris quebrado.
- Episodio 12: Qué es importante para los magos.

## Personajes
- Yume Kikuchi (Seiyu:Aoi Miyazaki, VA:Kari Wahlgren)
- Masami Oyamada (Seiyu:Jun'ichi Suwabe, VA:?)
- Angela Charon Brooks (Seiyu:Akeno Watanabe, VA:?)

## Música
- Opening: Kaze no Hana (Flores del viento) de Hana*Hana.
- Ending: Under the blue sky de The Indigo.